# Осипова, Евгения Андреевна
Евге́ния Андре́евна О́сипова (род. 24 мая 1986, Тула) — российская актриса театра и кино. Снималась в фильме «Праздник разбитых сердец» в 2018 году.

## Биография
Родилась 24 мая 1986 года в Туле.
Училась в тульской средней школе № 18 (в Пролетарском районе города).
В 2007 году окончила актёрский факультет Российского института театрального искусства — ГИТИСа (художественный руководитель М. Г. Розовский). Её дипломные работы проходят в театре «У Никитских ворот», спектакли: «Женское», «Над пропастью во ржи» — Селинджер, «Нас не догонят» — Вера Копылова. Работала в театре Сатиры до 2008 года. Евгения снялась в фильмах «Доярка из Хацапетовки», «Летит», «Бездна», «Чемпион», «Я сыщик», «Рыжая», «Башня», «Закрытая школа» и во многих других. В начале 2011 года снялась для журнала XXL.

## Личная жизнь
Замужем за кинооператором Анатолием Симченко, с которым познакомилась на съёмках сериала «Башня». В 2012 году стало известно, что Евгения и Анатолий ждут своего первенца. 18 октября 2012 года Евгения родила сына Максима, а 24 апреля 2015 года — дочь Софию.В 2022 году пара развелась.

## Работы в театре
- «Женское» (дипломная работа в театре «У Никитских ворот»)
- «Над пропастью во ржи» (работа в театре «У Никитских ворот») — Сэлинджер / Жаннин
- «Нас не догонят» (работа в театре «У Никитских ворот») — Вера Копылова

## Фильмография
| Год       |     | Название                                    | Роль                                               |
| --------- | --- | ------------------------------------------- | -------------------------------------------------- |
| 2004      | с   | Дорогая Маша Березина                       | эпизод                                             |
| 2004      | с   | Холостяки                                   | эпизод                                             |
| 2005      | с   | Талисман                                    | служанка в доме Уваровых                           |
| 2007      | с   | Доярка из Хацапетовки                       | Катя Матвеева                                      |
| 2007      | с   | Фомула стихии                               | Таня, подруга вундеркинда Мити                     |
| 2007      | ф   | Реальный папа                               | фармацевт                                          |
| 2007      | с   | Талисман любви                              | Таня Силина, внучка академика                      |
| 2007      | с   | Я сыщик, фильм 4 «Чисто сибирское убийство» | Юля                                                |
| 2008      | с   | Промзона                                    | Настя                                              |
| 2008      | с   | Чемпион                                     | юная Тина                                          |
| 2008—2009 | с   | Рыжая                                       | Маша                                               |
| 2009      | с   | Доярка из Хацапетовки 2. Вызов судьбе       | Катя Матвеева                                      |
| 2009      | кор | Бездна                                      | Зиночка                                            |
| 2009      | с   | Башня                                       | Юля                                                |
| 2010      | с   | Сыщик Самоваров                             | студентка Соня, подруга Жени                       |
| 2011      | с   | Большие надежды                             | Вика                                               |
| 2011      | с   | Тонкая грань                                | Наталия, секретарь Гущина                          |
| 2011—2012 | с   | Закрытая школа                              | Юля Самойлова                                      |
| 2012      | с   | Башня. Новые люди                           | Юля                                                |
| 2012      | с   | Верю                                        | Вика, девушка Ивана                                |
| 2012      | с   | Степные дети                                | Мария Лаврова                                      |
| 2012      | с   | ЧС. Чрезвычайная ситуация                   | Аня                                                |
| 2013      | фп  | Икона сезона                                | Белочка                                            |
| 2013      | ф   | Морские дьяволы. Смерч                      | девушка-хиппи Арина                                |
| 2013      | с   | Отпечаток любви                             | Ульяна Архипова                                    |
| 2014      | с   | Ключи от прошлого                           | Алиса / Валентина Алексеева                        |
| 2014      | с   | Разорванные нити                            | Лиза Звонарева                                     |
| 2014      | с   | Карпов                                      | Алла (3 сезон)                                     |
| 2014      | с   | Плюс любовь                                 | Люба Никитина                                      |
| 2014      | ф   | От праздника к празднику                    | Лёля Красина, дизайнер                             |
| 2015      | с   | Седьмая руна                                | Марго                                              |
| 2015      | с   | Вместо неё                                  | Настя                                              |
| 2015      | с   | Отражение радуги                            | Юля                                                |
| 2015      | с   | Вторая жизнь                                | Юлия Данилова                                      |
| 2016      | с   | Печенье с предсказанием                     | Ирина                                              |
| 2016      | с   | Мамочки                                     | врач-отоларинголог                                 |
| 2016      | с   | Сын моего отца                              | Лана Карелина, певица                              |
| 2016      | с   | Городская рапсодия                          | Евгения Ремезова                                   |
| 2018      | с   | Когда солнце взойдёт                        | Маргарита Сергеевна Козырева, врач-гастроэнтеролог |
| 2018      | с   | Верить и ждать                              | Марина Дробышева                                   |
| 2018      | с   | Жена по обмену                              | Мария Возницкая                                    |
| 2018      | с   | Цена молчания                               | школьный психолог                                  |
| 2019      | с   | Скажи что-нибудь хорошее                    | Валентина                                          |
| 2020      | с   | Алмазная корона                             | Жанна                                              |
| 2021      | с   | Тайна Лилит                                 | Соня                                               |
| 2021      | с   | Ресторан по понятиям                        | одинокая дама                                      |
| 2021      | с   | Несмотря ни на что                          | Оля Толкунова                                      |
| 2021      | с   | Я заберу твою семью                         | Рита                                               |